# 陳慶 (永豐)
陳慶（1510年—？年），字履旋，號西塘，江西吉安府永豐縣人，儒籍。

## 生平
五月二十九日生，行二，治《易經》，由國子生中式嘉靖十六年（1537年）丁酉科江西鄉試第三十三名舉人，年四十一歲中式嘉靖二十九年（1550年）庚戌科會試第二百五十五名，第三甲第七十一名進士。授行人司行人，三十二年五月丁母忧。服阕，三十五年六月选授南京户科给事中，三十八年任卫辉府知府，四十年升浙江按察司副使，四十三年五月以剿灭庆元倭寇军功升山东按察使，四十四年十一月升广西右布政使，轉左布政，隆慶二年七月升太常寺卿，五年七月以御史马三乐疏论其衰老，被勒令致仕。

## 家族
曾祖陳廷充；祖陳文彬；父陳一鶚（1476年-1541年），號朴菴；母劉氏（1481年-1553年），封孺人。慈侍下，妻彭氏，兄槩，弟貴。